# Municipalité du Mezquital
La Municipalité de Mezquital est une des 39 municipalités de l'État mexicain de Durango, placée dans l'extrême Sud de l'État, dans une zone montagneuse. La majeure partie des groupes indigènes de l'État se trouve dans cette municipalité. Son chef-lieu est San Francisco del Mezquital.

## Géographie
La municipalité du Mezquital est située dans l'extrême sud de l'état de Durango, son extension territoriale est de 7 196,5 km2. C'est la deuxième plus grande municipalité de l'état de Durango après la municipalité de Durango.
Les municipalités limitrophes sont au nord les municipalités de Durango et de Nombre de Dios, au nord-ouest la municipalité  de Pueblo Nuevo, au nord-est la municipalité  de Súchil, au sud-est l'état de Zacatecas, en particulier les municipalités de Jiménez del Teul et de Valparaíso; et au sud-ouest l'état de Nayarit, en particulier les municipalités de Huajicori, Acaponeta et El Nayar.

### Orographie et hydrographie
L'orographie du Mezquital est accidentée avec trois différentes zones : au nord se trouvent des vallées qui descendent de la Sierra Madre occidentale, au centre totalement occupée par la Sierra Madre occidentale, et enfin au sud, formée par les abruptes descentes de la Sierra vers les plaines côtières du Pacifique. Dans cette zone on distingue la Cañada de la rivière Huazamota. L'altitude maximale du Mezquital est le Cerro Pánfilo, localisé dans le nord, à la limite avec la municipalité de Durango, avec 3 180 m d'altitude; c'est le quatrième plus haut sommet de l'état.
Les principaux courants de la commune sont deux grandes rivières, le rio Mezquital et le rio Huazamota, tous deux dans le sens nord-sud. Le rio Mezquital provient des municipalités de Durango et de Nombre de Dios et traverse toute la municipalité en continuant vers l'état de Nayarit. Le rio Huazamota prend sa source au Mezquital de divers torrents et de la même façon descend vers l'état de Nayarit.
Le territoire est divisé en deux bassins hydrologiques, la zone nord et ouest appartient au bassin du rio San Pedro et à la Région hydrologique Presidio-San Pedro, la zone sud appartient au bassin du rio Huaynamota et à la région hydrologique Lerma-Santiago.

## Démographie
Mezquital a une population totale de 30 069 habitants d'après le résultat du dénombrement de 2005 de l'Institut National de Statistique et Géographie. De cette totalité, 14 699 sont des hommes et 15 370 sont des femmes. Donc, 48,9 % de la population est de sexe masculin, 44,4 % de la population est âgée de moins de 15 ans, alors que le 50,4 % est âgée de 15 à 65 ans.
Mezquital a la plus grande concentration de population indigène de l'état de Durango. 78,8 % de la population de plus de 5 ans parle une langue indigène,.

### Groupes ethniques
Quatre différents groupes ethniques se trouvent dans la municipalité de Mezquital.
Le groupe majoritaire sont les tepehuanes du sud, qui occupent la zone la plus grande de la sierra au centre et au nord de la municipalité. Ses principales localités sont Santa María de Ocotán, Xoconoxtle, Santiago Teneraca et Taxicaringa.
Les huicholes  habitent dans la région basse, au sud, limitrophe avec les états de Nayarit et  Jalisco, et du désert de Zacatecas . Ses principales communautés en le Mezquital sont Saint-Antoine de Padoue, San Lucas de Jalpa et Huazamota.
Les mexicaneros, dans la zone centrale de la municipalité, dont les principaux centres sont et San Pedro de Xícora et Los Coras à San Agustin Buenaventura,,.
Mezquital a la majeure concentration de population parlant une langue indigène de l'état avec un total de 19 766 personnes soit 78,8 % du total de population de plus de 5 ans; ce sont 9 569 hommes et 10 197 femmes. 15 630 personnes sont bilingues espagnol alors que 3 794 personnes ne parlent pas espagnol et 342 personnes ne le précisent pas. La langue la plus parlée au Mezquital est le Tepehuano, avec un total de 17 233 locuteurs, puis le Huichol avec 1 747 locuteurs et en troisième le Náhuatl avec 647 locuteurs. Des 65 groupes ethniques recensés au Mexique, 5 groupes vivent au Mezquital : les Tepehuanes, les Mexicaneros ou Náhuatl, les Huicholes, les Coras et les Tarahumaras.
Actuellement, la population indigène de l'État de Durango est d'environ 29 mille personnes, dont le groupe majoritaire il est les tepehuanes, suivi par les Huicholes, les Coras, les Mexicaneros Náhuatl et les Tarahumaras. L'attention éducative à la population indigène s'est concentrée sur la région sud de l'État, moyennant un service éducatif régler, avec approche interculturelle bilingue, dans 186 localités et une centaine de micro-localités avec des services alternatifs. Dans 345 écoles, 612 maîtres sont responsables de 11 025 élèves. 7 % des élèves indigènes suivent l'éducation initiale, 8 % la maternelle, 64,4 % la primaire, 16,5 % le collège, principalement à distance (telesecundaria) et 4 % le lycée et moins de un pour cent suivent l'enseignement supérieur. Il y a encore plus de 1 642 enfants et jeunes indigènes, âgés de 5 à 14 ans, que n'assistent pas à l'école.

### Localités
Mezquital compte un total de 838 localités. Sa population est très dispersée. Seulement le chef-lieu compte une population de plus de 1 000 habitants.
| Localité                   | Population |
| Totale municipalité        | 30 069     |
| San Francisco du Mezquital | 1 864      |
| Huazamota                  | 792        |
| El Troncón                 | 741        |
| Santa María de Ocotán      | 514        |
| Llano Grande               | 391        |
| Los Charcos                | 389        |

### Présidents municipaux
- (1983)     - (1986) : (Asiano  De la    Rosa  Calleros)
- (1986)     - (1989) : (Ismael Hernández  Santillán)
- (1989)     - (1992) : (Benito Barraza  Morales)
- (1992 - 1995) : Miguel Sales Villa
- (1995 - 1998) : José María Flores Ontiveros
- (1998 - 2001) : Santos Galindo Mendoza
- (2001 - 2004) : Julián García Sales
- (2004 - 2007) : Santiago Soto Lugo
- (2007 - 2010) : Manuel Estrada Escalante (Assassiné en février de 2010)
- (2010)    -  (2010) : (Mme Estrada Escalante, intérimaire)
- (2010)    -  (2013) : (Faustino  Reyes Flores)
- (2013)    -  (2016) : (Ismael  Hernández Deras)